# خداداد عرفانی
خداداد عرفانی	 (زاده ۱۳۳۲ ولسوالی جاغوری ولایت غزنی) سیاستمدار افغانستان و نماینده مردم ولایت غزنی در دوره شانزدهم مجلس نمایندگان است. وی در مجلس شانزدهم نمایندگان افغانستان عضو کمیسیون مبارزه با مواد مخدر، مسکرات و فساد اخلاقی می‌باشد.

## زندگی‌نامه
خداداد عرفانی	زاده ۱۳۳۲ از ولسوالی جاغوری ولایت غزنی می‌باشد. ایشان تحصیلات ابتدایی خود را در سال ۱۳۵۳ در لیسه آیت‌الله محقق به پایان رسانید و پس از در جبهه حزب وحدت اسلامی در سمت قومندان حضور داشت.

## دیگر فعالیت‌ها
دیگر فعالیت‌های ایشان:
- اداره چی و قوماندان عمومی حزب وحدت اسلامی در دوره جهاد.
- وکیل لویه جرگه اضطراری و تصویب قانون اساسی.
- معاون شورای مشورتی غزنی (۱۳۸۱-۱۳۸۳).
- ولسوال جاغوری (۱۳۸۵-۱۳۸۹)